# Kelenken
Kelenken guillermoi
Genre
Espèce
Kelenken est un genre fossile d'oiseaux géants inaptes au vol de la famille des Phorusrhacidae. Il n'est représenté que par son espèce type, Kelenken guillermoi, qui a vécu il y a environ 15,7 Ma (millions d'années) pendant le Miocène moyen (Langhien), en actuelle Argentine. C'est l'un des plus grands oiseaux non volants que l'on connaisse,, avec le genre Dromornis.

## Caractéristiques
Il mesurait plus de trois mètres de haut. Sa tête faisait plus de 70 cm de long, bec compris. Il mangeait des rongeurs, des reptiles et de petits mammifères.

## Étymologie
Le nom de genre reprend celui de Kélenken, un démon de la mythologie du peuple Tehuelche. Le nom d'espèce honore Guillermo Aguirre-Zabala, qui a découvert l'holotype.

## Découverte du fossile

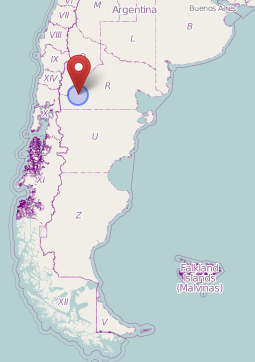
Carte approximative de la localité type de l'holotype.

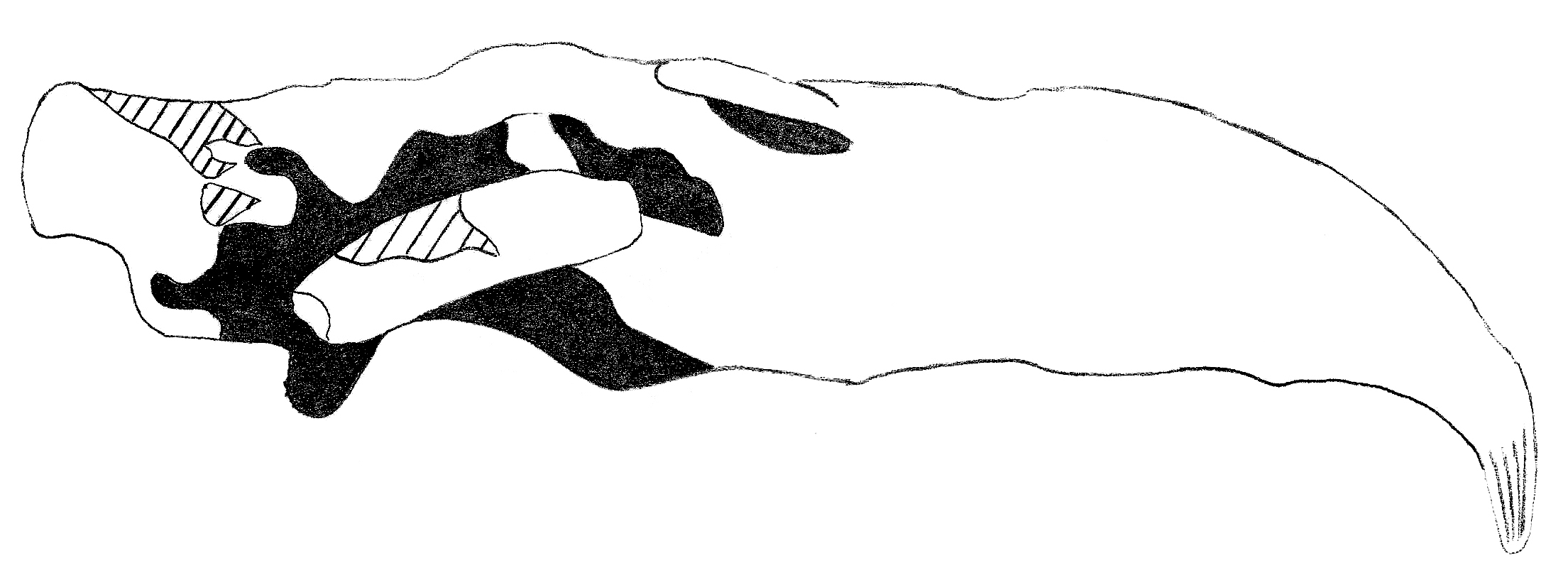
Croquis du crâne de l'holotype de Kelenken.

En mars 1999, Guillermo Oscar Aguirre-Zabala et l'un de ses amis découvrent à une centaine de mètres de la gare de Comallo (en), un petit village au sud-ouest de la province du Río Negro, en Argentine, les restes fossilisés d'un oiseau entre deux maisons,. Ils avaient déjà trouvé des fossiles auparavant, et contactèrent le musée paléontologique de San Carlos de Bariloche. Le fossile fut alors extrait par Aguirre-Zabala et son ami. Ils l'apportent au Museo de la Patagonia, un musée local où il reste 5 ans sans être examiné, jusqu'à ce que le paléontologue américain Luis M. Chiappe entende parler de la découverte. Chiappe examine le fossile et l'identifie alors comme étant celui d'un oiseau-terreur inconnu.

## Classification
Le genre Kelenken et l'espèce Kelenken guillermoi ont été décrits en 2007 par Sara Bertelli (d), Luis M. Chiappe et Claudia Patricia Tambussi (d).